# Dodge Venom

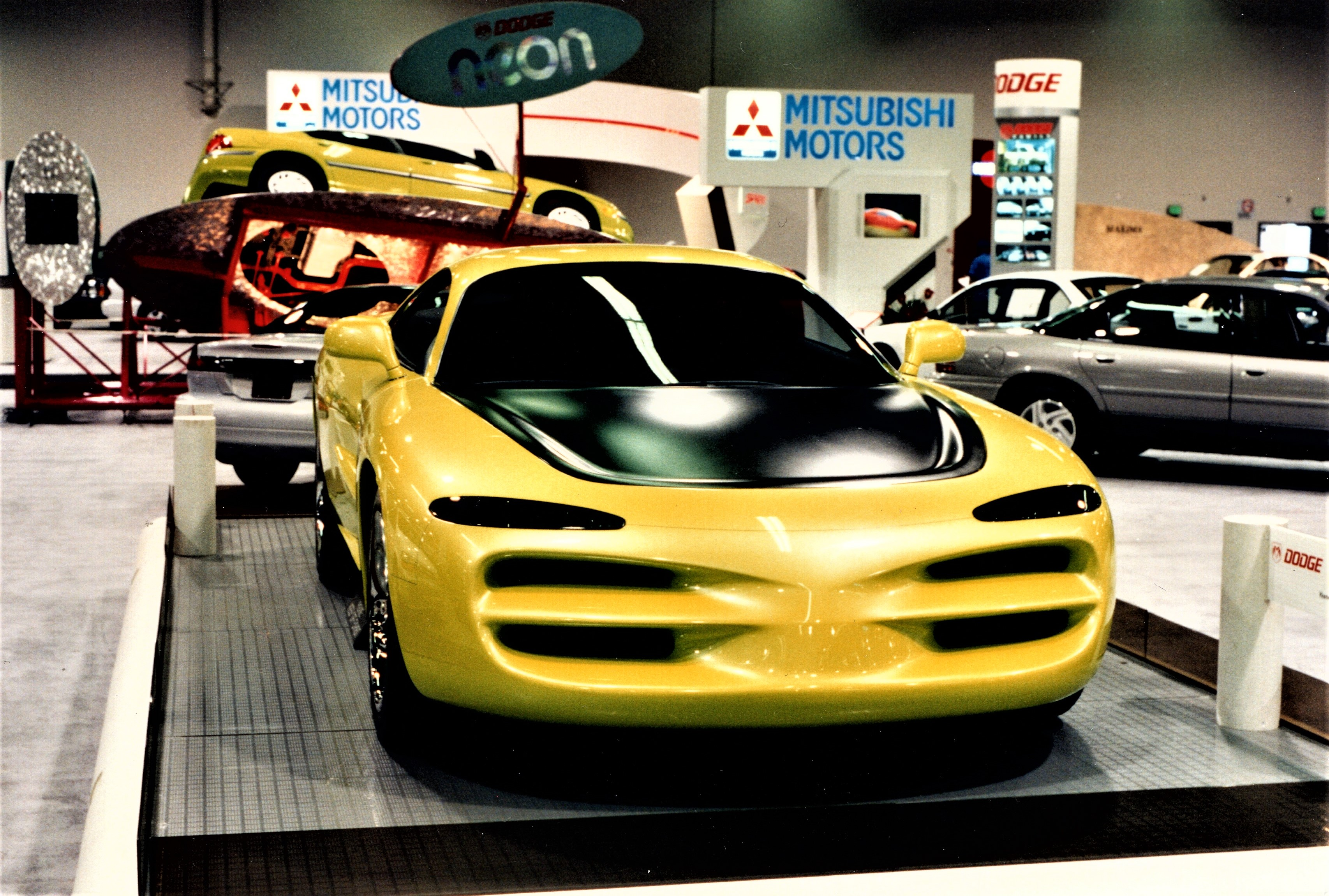
Uma foto do Dodge Venon

O Dodge Venom foi um carro conceito fabricado pela Dodge em 1994. Sua construção foi baseada no Dodge Neon. Possuía um motor V6 capaz de produzir 260 cv de potência.